# 衢州路
衢州路，元朝时设置的路。
至元十三年（1276年），升衢州置，治所在西安县（今浙江省衢州市）。辖境约今浙江衢州、常山、江山、开化市县地。至正十九年（1359年），朱元璋改为龙游府，二十六年改为衢州府。